# Torneo Verano 2001 (México)
El Verano 2001 fue la edición LXV del campeonato de liga de la Primera División del fútbol mexicano; Se trató del décimo torneo corto, luego del cambio en el formato de competencia, con el que se cerró la temporada 2000-01. Santos derrotó 4-3 a Pachuca y ganó el campeonato por segunda vez.

## Formato de competencia
Los 18 equipos participantes se dividen en 4 grupos, dos de cinco integrantes y dos de cuatro. Juegan todos contra todos a una sola ronda, por lo que cada equipo jugó 17 partidos. Al finalizar la temporada regular califican a la liguilla los 2 primeros lugares de cada grupo; si hubiera 1 o 2 clubes (no ubicados en esos dos primeros puestos) de un sector, con mejor desempeño estadístico que algún líder o sublíder de otro grupo, estos se medirán en la fase de reclasificación o repechaje en duelos a eliminación directa.

### Fase de calificación
En la fase de calificación participan los 18 clubes de la primera división profesional jugando todos contra todos durante las 17 jornadas respectivas, a un solo partido. Se observará el sistema de puntos. La ubicación en la tabla general está sujeta a lo siguiente:
1. Por juego ganado se obtendrán tres puntos.
2. Por juego empatado se obtendrá un punto.
3. Por juego perdido no se otorgan puntos.

El orden de los clubes al final de la Fase de Calificación del torneo corresponderá a la suma de los puntos obtenidos por cada uno de ellos y se presentará en forma descendente. Si al finalizar las 17 jornadas del torneo, dos o más clubes estuviesen empatados en puntos, su posición en la Tabla General será determinada atendiendo a los siguientes criterios de desempate:
1. Mejor diferencia entre los goles anotados y recibidos
2. Mayor número de goles anotados
3. Marcadores particulares entre los clubes empatados
4. Mayor número de goles anotados como visitante
5. Mejor ubicación en la Tabla General de Cocientes
6. Tabla Fair Play
7. Sorteo

### Fase final
Califican a la liguilla los 2 primeros lugares de cada grupo; si hubiera 1 o 2 clubes (no ubicados en esos dos primeros puestos) de un sector, con mejor desempeño estadístico que algún líder o sublíder de otro grupo, estos se medirán en la fase de reclasificación o repechaje en duelos a eliminación directa.
1.º vs 8.º 

2.º vs 7.º 

3.º vs 6.º 

4.º vs 5.º
En semifinales participarán los cuatro clubes vencedores de cuartos de final, reubicándolos del uno al cuatro, de acuerdo a su mejor posición en la Tabla General de Clasificación al término de la jornada 17, enfrentándose 1.º vs 4.º y 2.º vs 3.º.
Disputarán el título de Campeón del Torneo Verano 2001 los dos clubes vencedores de la fase semifinal.
Todos los partidos de esta fase serán en formato de ida y vuelta, eligiendo siempre el club que haya quedado mejor ubicado en la Tabla General de Clasificación el horario de su partido como local.
El criterio usado para definir una clasificación en las rondas de reclasificación, cuartos de final y semifinales en caso de empate global será otorgar esta al equipo con mejor posición en la tabla general al final de la fase regular. En cuanto a la final, un empate global luego del juego de vuelta, será dirimido con dos tiempos extras de 15 minutos cada uno, contando con la posibilidad del Gol de oro, y posteriormente Tiros desde el punto penal, hasta que se produjera un ganador.

## Equipos por Entidad Federativa
Para la temporada 2000-2001, la entidad federativa de la República Mexicana con más equipos profesionales en la Primera División fue la Ciudad de México con 5, seguida de Jalisco y Guanajuato con 3.
| Santos Monterrey Tigres Morelia Atlas Guadalajara U.A.G Irapuato León Celaya Necaxa Puebla Toluca América Cruz Azul UNAM Pachuca Atlante | \| Entidad Federativa \| N.º \| Equipos \| \| ------------------ \| --- \| ------------------------------------------ \| \| Distrito Federal \| 5 \| América, Cruz Azul, UNAM, Atlante y Necaxa \| \| Jalisco \| 3 \| Atlas, Tecos y Guadalajara \| \| Guanajuato \| 3 \| León, Irapuato y Celaya \| \| Nuevo León \| 2 \| Monterrey y Tigres \| \| Estado de México \| 1 \| Toluca \| \| Coahuila \| 1 \| Santos \| \| Michoacán \| 1 \| Morelia \| \| Puebla \| 1 \| Puebla \| \| Hidalgo \| 1 \| Pachuca \| |                                            |
| Entidad Federativa | N.º | Equipos                                    |
| Distrito Federal | 5 | América, Cruz Azul, UNAM, Atlante y Necaxa |
| Jalisco | 3 | Atlas, Tecos y Guadalajara                 |
| Guanajuato | 3 | León, Irapuato y Celaya                    |
| Nuevo León | 2 | Monterrey y Tigres                         |
| Estado de México | 1 | Toluca                                     |
| Coahuila | 1 | Santos                                     |
| Michoacán | 1 | Morelia                                    |
| Puebla | 1 | Puebla                                     |
| Hidalgo | 1 | Pachuca                                    |

## Información de los equipos
| Equipo      | Ciudad                   | Estadio                | Capacidad |
| ----------- | ------------------------ | ---------------------- | --------- |
| América     | México, D. F.            | Azteca                 | 110 000   |
| Atlante     | México, D. F.            | Azul                   | 37,000    |
| Atlas       | Guadalajara, Jalisco     | Jalisco                | 60,000    |
| Celaya      | Celaya, Guanajuato       | Miguel Alemán Valdés   | 25,000    |
| Cruz Azul   | México, D. F.            | Azul                   | 37,000    |
| Guadalajara | Guadalajara, Jalisco     | Jalisco                | 60,000    |
| Irapuato    | Irapuato, Guanajuato     | Sergio León Chávez     | 28,500    |
| León        | León, Guanajuato         | Nou Camp               | 33,943    |
| Monterrey   | Monterrey, Nuevo León    | Tecnológico            | 38,000    |
| Morelia     | Morelia, Michoacán       | Morelos                | 41,056    |
| Necaxa      | México, D. F.            | Azteca                 | 110 000   |
| Pachuca     | Pachuca, Hidalgo         | Hidalgo                | 30,000    |
| Puebla      | Puebla, Puebla           | Cuauhtémoc             | 46,638    |
| Santos      | Torreón, Coahuila        | Corona                 | 18,500    |
| Tecos       | Zapopan, Jalisco         | Tres de Marzo          | 30,015    |
| Tigres      | Monterrey, Nuevo León    | Universitario          | 43,600    |
| Toluca      | Toluca, Estado de México | Nemesio Díez           | 27,000    |
| UNAM        | México, D. F.            | Olímpico Universitario | 66,000    |

### Cambios de entrenadores
| Equipo   | Entrenador (jornadas)                                                          |
| -------- | ------------------------------------------------------------------------------ |
| Toluca   | Ricardo Ferrero (1 - 6) Héctor Hugo Eugui (7 - 17)                             |
| Chivas   | Jesús Bracamontes (1 - 7) Jorge Dávalos (8 - 10) Oscar Ruggeri (11 - 17)       |
| León     | Pablo Enrique Centrone (1 - 11) Enrique López Zarza (12 - 16) Mario Ayala (17) |
| Irapuato | Juan Alvarado Marín (1 - 13) Mario Trejo (14 - 17)                             |

## Torneo regular
| Atlante   | 1-1 | Tigres      | Azul               | 6 de enero | 13:00 |
| Toluca    | 3-5 | Pachuca     | Nemesio Díez       | 6 de enero | 15:00 |
| Tecos     | 2-1 | UNAM        | Tres de Marzo      | 6 de enero | 17:00 |
| Monterrey | 1-1 | Cruz Azul   | Tecnológico        | 6 de enero | 17:00 |
| Irapuato  | 0-0 | Guadalajara | Sergio León Chávez | 6 de enero | 19:00 |
| Atlas     | 2-2 | Celaya      | Jalisco            | 6 de enero | 20:45 |
| Morelia   | 2-0 | América     | Morelos            | 7 de enero | 12:00 |
| Santos    | 3-1 | Puebla      | Corona             | 7 de enero | 16:00 |
| Necaxa    | 0-1 | León        | Azteca             | 7 de enero | 16:00 |

| Pachuca     | 1-1 | Necaxa    | 10 de diciembre        | 11 de enero | 15:00 |
| Puebla      | 0-0 | Toluca    | Cuauhtémoc             | 12 de enero | 20:00 |
| Cruz Azul   | 4-2 | Irapuato  | Azul                   | 13 de enero | 17:00 |
| Tigres      | 2-0 | Morelia   | Universitario          | 13 de enero | 17:00 |
| Celaya      | 0-0 | Tecos     | Miguel Alemán Valdés   | 13 de enero | 19:00 |
| Guadalajara | 2-3 | Atlas     | Jalisco                | 14 de enero | 12:00 |
| UNAM        | 1-1 | Atlante   | Olímpico Universitario | 14 de enero | 12:00 |
| América     | 5-1 | Santos    | Azteca                 | 14 de enero | 16:00 |
| León        | 1-1 | Monterrey | León                   | 14 de enero | 16:00 |

| Atlante     | 2-1 | Celaya    | Azul               | 20 de enero   | 13:00 |
| Irapuato    | 2-2 | León      | Sergio León Chávez | 20 de enero   | 17:00 |
| Atlas       | 4-1 | Tecos     | Jalisco            | 20 de enero   | 20:45 |
| Guadalajara | 2-1 | Cruz Azul | Jalisco            | 21 de enero   | 12:00 |
| Morelia     | 2-1 | UNAM      | Morelos            | 21 de enero   | 12:00 |
| Toluca      | 1-1 | América   | Nemesio Díez       | 21 de enero   | 15:00 |
| Necaxa      | 1-2 | Puebla    | Azteca             | 21 de enero   | 16:00 |
| Santos      | 0-0 | Tigres    | Corona             | 21 de enero   | 16:00 |
| Monterrey   | 2-0 | Pachuca   | Tecnológico        | 21 de febrero | 20:00 |

| Tecos     | 0-2 | Atlante     | Tres de Marzo          | 27 de enero | 17:00 |
| Tigres    | 0-0 | Toluca      | Universitario          | 27 de enero | 17:00 |
| Cruz Azul | 2-1 | Atlas       | Azul                   | 27 de enero | 17:00 |
| Puebla    | 0-0 | Monterrey   | Cuauhtémoc             | 27 de enero | 19:00 |
| Celaya    | 5-0 | Morelia     | Miguel Alemán Valdés   | 27 de enero | 19:00 |
| Pachuca   | 2-0 | Irapuato    | Hidalgo                | 28 de enero | 12:00 |
| UNAM      | 1-1 | Santos      | Olímpico Universitario | 28 de enero | 12:00 |
| León      | 1-1 | Guadalajara | León                   | 28 de enero | 16:00 |
| América   | 2-1 | Necaxa      | Azteca                 | 28 de enero | 16:00 |

| Toluca      | 2-2 | UNAM    | Nemesio Díez       | 3 de febrero | 15:00 |
| Monterrey   | 3-1 | América | Tecnológico        | 3 de febrero | 17:00 |
| Cruz Azul   | 1-3 | León    | Azul               | 3 de febrero | 17:00 |
| Irapuato    | 2-2 | Puebla  | Sergio León Chávez | 3 de febrero | 19:00 |
| Atlas       | 1-1 | Atlante | Jalisco            | 3 de febrero | 20:45 |
| Guadalajara | 0-2 | Pachuca | Jalisco            | 4 de febrero | 12:00 |
| Morelia     | 2-3 | Tecos   | Morelos            | 4 de febrero | 12:00 |
| Santos      | 5-2 | Celaya  | Corona             | 4 de febrero | 16:00 |
| Necaxa      | 1-0 | Tigres  | Azteca             | 4 de febrero | 16:00 |

| Atlante | 0-1 | Morelia     | Azul                   | 10 de febrero | 13:00 |
| Tigres  | 2-0 | Monterrey   | Universitario          | 10 de febrero | 17:00 |
| Tecos   | 2-0 | Santos      | Tres de Marzo          | 10 de febrero | 17:00 |
| Puebla  | 0-0 | Guadalajara | Cuauhtémoc             | 10 de febrero | 19:00 |
| Celaya  | 2-1 | Toluca      | Miguel Alemán Valdés   | 10 de febrero | 20:15 |
| UNAM    | 2-1 | Necaxa      | Olímpico Universitario | 11 de febrero | 12:00 |
| Pachuca | 2-3 | Cruz Azul   | Hidalgo                | 11 de febrero | 12:00 |
| León    | 1-0 | Atlas       | León                   | 11 de febrero | 16:00 |
| América | 2-2 | Irapuato    | Azteca                 | 11 de febrero | 16:00 |

| Toluca      | 1-3 | Tecos   | Nemesio Díez       | 14 de febrero | 15:00 |
| Santos      | 1-0 | Atlante | Corona             | 14 de febrero | 16:00 |
| Cruz Azul   | 2-3 | Puebla  | Azul               | 14 de febrero | 20:00 |
| Necaxa      | 1-1 | Celaya  | Azteca             | 14 de febrero | 20:00 |
| Irapuato    | 4-1 | Tigres  | Sergio León Chávez | 14 de febrero | 20:30 |
| León        | 0-0 | Pachuca | León               | 14 de febrero | 20:45 |
| Monterrey   | 3-0 | UNAM    | Tecnológico        | 14 de febrero | 20:45 |
| Guadalajara | 1-2 | América | Jalisco            | 14 de febrero | 20:45 |
| Atlas       | 3-0 | Morelia | Jalisco            | 15 de febrero | 20:45 |

| Atlante | 0-1 | Toluca      | Azul                   | 17 de febrero | 13:00 |
| Tigres  | 0-0 | Guadalajara | Universitario          | 17 de febrero | 17:00 |
| Tecos   | 0-0 | Necaxa      | Tres de Marzo          | 17 de febrero | 17:00 |
| Puebla  | 1-0 | León        | Cuauhtémoc             | 17 de febrero | 19:00 |
| América | 0-0 | Cruz Azul   | Azteca                 | 17 de febrero | 19:00 |
| Celaya  | 1-3 | Monterrey   | Miguel Alemán Valdés   | 17 de febrero | 20:15 |
| UNAM    | 3-1 | Irapuato    | Olímpico Universitario | 18 de febrero | 12:00 |
| Morelia | 3-3 | Santos      | Morelos                | 18 de febrero | 12:00 |
| Pachuca | 1-3 | Atlas       | Hidalgo                | 18 de febrero | 12:00 |

| Cruz Azul   | 2-1 | Tigres  | Azul               | 23 de febrero | 17:00 |
| Toluca      | 2-2 | Morelia | Nemesio Díez       | 24 de febrero | 15:00 |
| Monterrey   | 1-0 | Tecos   | Tecnológico        | 24 de febrero | 17:00 |
| Irapuato    | 2-1 | Celaya  | Sergio León Chávez | 24 de febrero | 19:00 |
| Necaxa      | 1-2 | Atlante | Azul               | 24 de febrero | 19:00 |
| Atlas       | 2-4 | Santos  | Jalisco            | 24 de febrero | 20:45 |
| Guadalajara | 0-0 | UNAM    | Jalisco            | 25 de febrero | 12:00 |
| Pachuca     | 1-4 | Puebla  | Hidalgo            | 25 de febrero | 12:00 |
| León        | 1-1 | América | León               | 25 de febrero | 16:00 |

| Atlante | 1-1 | Monterrey   | Azul                   | 3 de marzo  | 13:00 |
| Tecos   | 4-3 | Irapuato    | Tres de Marzo          | 3 de marzo  | 17:00 |
| Tigres  | 2-0 | León        | Universitario          | 3 de marzo  | 17:00 |
| Puebla  | 2-0 | Atlas       | Cuauhtémoc             | 3 de marzo  | 19:00 |
| Celaya  | 3-2 | Guadalajara | Miguel Alemán Valdés   | 3 de marzo  | 20:15 |
| América | 0-1 | Pachuca     | Azul                   | 4 de marzo  | 12:00 |
| Morelia | 1-1 | Necaxa      | Morelos                | 4 de marzo  | 12:00 |
| Santos  | 2-2 | Toluca      | Corona                 | 4 de marzo  | 16:00 |
| UNAM    | 0-0 | Cruz Azul   | Olímpico Universitario | 14 de marzo | 20:00 |

| Monterrey   | 2-2 | Morelia | Tecnológico        | 10 de marzo | 17:00 |
| Cruz Azul   | 2-0 | Celaya  | Azul               | 10 de marzo | 17:00 |
| Irapuato    | 1-2 | Atlante | Sergio León Chávez | 10 de marzo | 19:00 |
| Puebla      | 0-0 | América | Cuauhtémoc         | 10 de marzo | 19:00 |
| Atlas       | 4-4 | Toluca  | Jalisco            | 10 de marzo | 20:45 |
| Guadalajara | 1-1 | Tecos   | Jalisco            | 11 de marzo | 12:00 |
| Pachuca     | 1-1 | Tigres  | Hidalgo            | 11 de marzo | 12:00 |
| León        | 1-2 | UNAM    | León               | 11 de marzo | 16:00 |
| Necaxa      | 1-4 | Santos  | Azteca             | 11 de marzo | 16:00 |

| Atlante | 0-1 | Guadalajara | Azul                   | 17 de marzo | 13:00 |
| Toluca  | 1-2 | Necaxa      | Nemesio Díez           | 17 de marzo | 15:00 |
| Tigres  | 1-2 | Puebla      | Universitario          | 17 de marzo | 17:00 |
| Tecos   | 2-0 | Cruz Azul   | Tres de Marzo          | 17 de marzo | 17:00 |
| Celaya  | 4-1 | León        | Miguel Alemán Valdés   | 17 de marzo | 19:00 |
| UNAM    | 2-2 | Pachuca     | Olímpico Universitario | 18 de marzo | 12:00 |
| Morelia | 3-2 | Irapuato    | Morelos                | 18 de marzo | 12:00 |
| Santos  | 0-1 | Monterrey   | Corona                 | 18 de marzo | 16:00 |
| América | 3-0 | Atlas       | Azteca                 | 18 de marzo | 19:00 |

| Pachuca     | 1-0 | Celaya  | Hidalgo            | 27 de marzo | 20:00 |
| América     | 0-0 | Tigres  | Azteca             | 28 de marzo | 19:00 |
| Puebla      | 1-2 | UNAM    | Cuauhtémoc         | 28 de marzo | 20:00 |
| Monterrey   | 1-1 | Toluca  | Tecnológico        | 28 de marzo | 20:00 |
| Cruz Azul   | 1-1 | Atlante | Azul               | 28 de marzo | 20:30 |
| León        | 2-1 | Tecos   | León               | 28 de marzo | 20:30 |
| Irapuato    | 1-4 | Santos  | Sergio León Chávez | 28 de marzo | 20:30 |
| Atlas       | 2-3 | Necaxa  | Jalisco            | 28 de marzo | 20:45 |
| Guadalajara | 1-1 | Morelia | Jalisco            | 29 de marzo | 20:45 |

| Atlante | 1-0 | León        | Azul                   | 31 de marzo | 13:00 |
| Toluca  | 4-2 | Irapuato    | Nemesio Díez           | 31 de marzo | 15:00 |
| Tigres  | 3-0 | Atlas       | Universitario          | 31 de marzo | 17:00 |
| Tecos   | 1-0 | Pachuca     | Tres de Marzo          | 31 de marzo | 17:00 |
| Celaya  | 1-0 | Puebla      | Miguel Alemán          | 31 de marzo | 20:00 |
| Morelia | 1-0 | Cruz Azul   | Morelos                | 1 de abril  | 12:00 |
| UNAM    | 1-1 | América     | Olímpico Universitario | 1 de abril  | 12:00 |
| Necaxa  | 1-0 | Monterrey   | Azteca                 | 1 de abril  | 16:00 |
| Santos  | 1-0 | Guadalajara | Corona                 | 1 de abril  | 16:00 |

| Tigres      | 2-0 | UNAM      | Universitario      | 7 de abril | 17:00 |
| Cruz Azul   | 4-0 | Santos    | Azul               | 7 de abril | 17:00 |
| Puebla      | 2-2 | Tecos     | Cuauhtémoc         | 7 de abril | 19:00 |
| América     | 1-0 | Celaya    | Azteca             | 7 de abril | 19:00 |
| Irapuato    | 1-0 | Necaxa    | Sergio León Chávez | 7 de abril | 19:00 |
| Atlas       | 3-3 | Monterrey | Jalisco            | 7 de abril | 20:45 |
| Pachuca     | 1-0 | Atlante   | Hidalgo            | 8 de abril | 12:00 |
| Guadalajara | 4-0 | Toluca    | Jalisco            | 8 de abril | 12:00 |
| León        | 1-0 | Morelia   | León               | 8 de abril | 16:00 |

| Atlante   | 2-0 | Puebla      | Azul                 | 14 de abril | 13:00 |
| UNAM      | 1-3 | Atlas       | Nemesio Diez         | 14 de abril | 15:00 |
| Monterrey | 3-2 | Irapuato    | Tecnológico          | 14 de abril | 17:00 |
| Tecos     | 1-3 | América     | Tres de Marzo        | 14 de abril | 17:00 |
| Celaya    | 1-2 | Tigres      | Miguel Alemán Valdés | 14 de abril | 20:00 |
| Morelia   | 1-0 | Pachuca     | Morelos              | 15 de abril | 12:00 |
| Toluca    | 5-1 | Cruz Azul   | Nemesio Díez         | 15 de abril | 14:00 |
| Santos    | 5-0 | León        | Corona               | 15 de abril | 16:00 |
| Necaxa    | 2-4 | Guadalajara | Azteca               | 15 de abril | 16:00 |

| Guadalajara | 2-0 | Monterrey | Tres de Marzo          | 19 de abril | 20:00 |
| UNAM        | 2-1 | Celaya    | Olímpico Universitario | 19 de abril | 20:00 |
| Puebla      | 1-0 | Morelia   | Cuauhtémoc             | 19 de abril | 20:00 |
| América     | 3-0 | Atlante   | Azteca                 | 19 de abril | 20:00 |
| Pachuca     | 2-1 | Santos    | Hidalgo                | 19 de abril | 20:00 |
| Atlas       | 1-0 | Irapuato  | Jalisco                | 19 de abril | 20:00 |
| Cruz Azul   | 1-3 | Necaxa    | Azul                   | 19 de abril | 20:00 |
| Tigres      | 5-1 | Tecos     | Universitario          | 19 de abril | 20:00 |
| León        | 2-0 | Toluca    | León                   | 19 de abril | 20:00 |

## Clasificación
| Pos. | Equipo            | Pts. | PJ | G | E | P  | GF | GC | Dif. | Clasificación                   |
| ---- | ----------------- | ---- | -- | - | - | -- | -- | -- | ---- | ------------------------------- |
| 1    | América           | 28   | 17 | 7 | 7 | 3  | 25 | 15 | +10  | Cuartos de final de la liguilla |
| 2    | Santos Laguna (C) | 28   | 17 | 8 | 4 | 5  | 35 | 27 | +8   | Cuartos de final de la liguilla |
| 3    | Monterrey         | 28   | 17 | 7 | 7 | 3  | 25 | 18 | +7   | Cuartos de final de la liguilla |
| 4    | Tigres UANL       | 27   | 17 | 7 | 6 | 4  | 23 | 13 | +10  | Cuartos de final de la liguilla |
| 5    | Puebla            | 27   | 17 | 7 | 6 | 4  | 21 | 17 | +4   | Reclasificación a liguilla      |
| 6    | Pachuca           | 25   | 17 | 7 | 4 | 6  | 22 | 22 | 0    | Cuartos de final de la liguilla |
| 7    | Tecos UAG         | 25   | 17 | 7 | 4 | 6  | 24 | 27 | −3   | Reclasificación a liguilla      |
| 8    | Atlante           | 23   | 17 | 6 | 5 | 6  | 16 | 16 | 0    | Promoción por la permanencia    |
| 9    | León              | 23   | 17 | 6 | 5 | 6  | 17 | 22 | −5   | Cuartos de final de la liguilla |
| 10   | Morelia           | 23   | 17 | 6 | 5 | 6  | 21 | 27 | −6   | Reclasificación a liguilla      |
| 11   | Guadalajara       | 22   | 17 | 5 | 7 | 5  | 21 | 17 | +4   |                                 |
| 12   | Atlas             | 22   | 17 | 6 | 4 | 7  | 32 | 33 | −1   | Reclasificación a liguilla      |
| 13   | Cruz Azul         | 22   | 17 | 6 | 4 | 7  | 25 | 27 | −2   |                                 |
| 14   | UNAM              | 22   | 17 | 5 | 7 | 5  | 21 | 24 | −3   |                                 |
| 15   | Necaxa            | 19   | 17 | 5 | 4 | 8  | 20 | 25 | −5   |                                 |
| 16   | Atlético Celaya   | 18   | 17 | 5 | 3 | 9  | 25 | 27 | −2   |                                 |
| 17   | Toluca            | 17   | 17 | 3 | 8 | 6  | 28 | 33 | −5   |                                 |
| 18   | Irapuato          | 13   | 17 | 3 | 4 | 10 | 27 | 38 | −11  |                                 |

 Fuente: Torneo Verano 2001
Notas:
1. ↑  El Atlante no se clasificó a liguilla porque originalmente había descendido (ya que el equipo que descienda no puede disputar la liguilla), pero debido a los planes de la FMF de aumentar la cantidad de equipos en Primera División (de 18 a 20 equipos), se le dio la oportunidad de salvarse jugando una promoción contra el Veracruz, promoción que ganaría por global de 4-1, por lo que se quedarían en Primera División.

### Grupos

#### Grupo 1
| Pos. | Equipo    | Pts. | PJ | G | E | P | GF | GC | Dif. | Clasificación                   |
| ---- | --------- | ---- | -- | - | - | - | -- | -- | ---- | ------------------------------- |
| 1    | Atlante   | 23   | 17 | 6 | 5 | 6 | 16 | 16 | 0    | Promoción por la permanencia    |
| 2    | León      | 23   | 17 | 6 | 5 | 6 | 17 | 22 | −5   | Cuartos de final de la liguilla |
| 3    | Morelia   | 23   | 17 | 6 | 5 | 6 | 21 | 27 | −6   | Reclasificación a liguilla      |
| 4    | Cruz Azul | 22   | 17 | 6 | 4 | 7 | 25 | 27 | −2   |                                 |
| 5    | Toluca    | 17   | 17 | 3 | 8 | 6 | 28 | 33 | −5   |                                 |

 Fuente: Torneo Verano 2001

#### Grupo 2
| Pos. | Equipo          | Pts. | PJ | G | E | P  | GF | GC | Dif. | Clasificación                   |
| ---- | --------------- | ---- | -- | - | - | -- | -- | -- | ---- | ------------------------------- |
| 1    | Tigres UANL     | 27   | 17 | 7 | 6 | 4  | 23 | 13 | +10  | Cuartos de final de la liguilla |
| 2    | Atlas           | 22   | 17 | 6 | 4 | 7  | 32 | 33 | −1   | Reclasificación a liguilla      |
| 3    | UNAM            | 22   | 17 | 5 | 7 | 5  | 21 | 24 | −3   |                                 |
| 4    | Atlético Celaya | 18   | 17 | 5 | 3 | 9  | 25 | 27 | −2   |                                 |
| 5    | Irapuato        | 13   | 17 | 3 | 4 | 10 | 27 | 38 | −11  |                                 |

 Fuente: Torneo Verano 2001

#### Grupo 3
| Pos. | Equipo            | Pts. | PJ | G | E | P | GF | GC | Dif. | Clasificación                   |
| ---- | ----------------- | ---- | -- | - | - | - | -- | -- | ---- | ------------------------------- |
| 1    | Santos Laguna (C) | 28   | 17 | 8 | 4 | 5 | 35 | 27 | +8   | Cuartos de final de la liguilla |
| 2    | Monterrey         | 28   | 17 | 7 | 7 | 3 | 25 | 18 | +7   | Cuartos de final de la liguilla |
| 3    | Puebla            | 27   | 17 | 7 | 6 | 4 | 21 | 17 | +4   | Reclasificación a liguilla      |
| 4    | Necaxa            | 19   | 17 | 5 | 4 | 8 | 20 | 25 | −5   |                                 |

 Fuente: Torneo Verano 2001

#### Grupo 4
| Pos. | Equipo      | Pts. | PJ | G | E | P | GF | GC | Dif. | Clasificación                   |
| ---- | ----------- | ---- | -- | - | - | - | -- | -- | ---- | ------------------------------- |
| 1    | América     | 28   | 17 | 7 | 7 | 3 | 25 | 15 | +10  | Cuartos de final de la liguilla |
| 2    | Pachuca     | 25   | 17 | 7 | 4 | 6 | 22 | 22 | 0    | Cuartos de final de la liguilla |
| 3    | Tecos UAG   | 25   | 17 | 7 | 4 | 6 | 24 | 27 | −3   | Reclasificación a liguilla      |
| 4    | Guadalajara | 22   | 17 | 5 | 7 | 5 | 21 | 17 | +4   |                                 |

 Fuente: Torneo Verano 2001

## Tabla de cocientes
| Posición | Equipo      | I-1998 | V-1999 | I-1999 | V-2000 | I-2000 | V-2001 | Puntos | Juegos | Cociente |
| -------- | ----------- | ------ | ------ | ------ | ------ | ------ | ------ | ------ | ------ | -------- |
| 1        | Toluca      | 36     | 39     | 32     | 40     | 30     | 17     | 194    | 102    | 1.9019   |
| 2        | Cruz Azul   | 40     | 31     | 27     | 21     | 33     | 22     | 174    | 102    | 1.7058   |
| 3        | Atlas       | 26     | 34     | 38     | 26     | 27     | 22     | 171    | 102    | 1.6764   |
| 4        | América     | 22     | 31     | 28     | 23     | 26     | 28     | 158    | 102    | 1.5490   |
| 5        | Necaxa      | 32     | 22     | 30     | 25     | 28     | 19     | 156    | 102    | 1.5294   |
| 6        | Santos      | 17     | 29     | 20     | 31     | 26     | 28     | 151    | 102    | 1.4803   |
| 7        | Guadalajara | 34     | 26     | 28     | 27     | 14     | 22     | 151    | 102    | 1.4803   |
| 8        | Morelia     | 27     | 25     | 22     | 24     | 27     | 23     | 148    | 102    | 1.4509   |
| 9        | Tecos       | 31     | 19     | 23     | 25     | 19     | 25     | 142    | 102    | 1.3921   |
| 10       | Tigres      | 22     | 23     | 22     | 24     | 22     | 27     | 140    | 102    | 1.3725   |
| 11       | UNAM        | 26     | 21     | 21     | 28     | 19     | 22     | 137    | 102    | 1.3431   |
| 12       | Pachuca     | 16     | 24     | 26     | 28     | 17     | 25     | 136    | 102    | 1.3333   |
| 13       | Puebla      |        |        | 20     | 24     | 16     | 27     | 87     | 68     | 1.0686   |
| 14       | Monterrey   | 19     | 14     | 20     | 21     | 20     | 28     | 122    | 102    | 1.1960   |
| 15       | Celaya      | 22     | 24     | 19     | 13     | 19     | 18     | 115    | 102    | 1.1274   |
| 16       | Irapuato    |        |        |        |        | 25     | 13     | 38     | 34     | 1.1176   |
| 17       | León        | 16     | 16     | 18     | 18     | 15     | 23     | 106    | 102    | 1.0392   |
| 18       | Atlante     | 19     | 18     | 16     | 11     | 17     | 23     | 104    | 102    | 1.0196   |

## Goleadores
| Pos. | Jugador                | Equipo    | Goles |
| ---- | ---------------------- | --------- | ----- |
| 1.°  | Jared Borgetti         | Santos    | 13    |
| 2.°  | Iván Zamorano          | América   | 11    |
| 2.°  | Alberto García-Aspe    | Puebla    | 11    |
| 2.°  | José Saturnino Cardozo | Toluca    | 11    |
| 3.°  | Antonio de Nigris      | Monterrey | 10    |
| 3.°  | Claudio Da Silva       | Puebla    | 10    |
| 4.°  | Juan Pablo Rodríguez   | Atlas     | 9     |
| 4.°  | Daniel Osorno          | Atlas     | 9     |
| 4.°  | Leonardo Fabio Moreno  | Celaya    | 9     |
| 4.°  | Reinaldo Navia         | Tecos     | 9     |
| 4.°  | Martín Rodríguez       | Irapuato  | 9     |

- Goles anotados en el torneo, en repechaje y en liguilla

## Reclasificación
| 25 de abril de 2001, 19:00 | Atlas                   | 1:2 (1:2) | Puebla                          | Estadio Jalisco, Guadalajara |                             |
|                            | J. Rodríguez 40' (pen.) | Reporte   | Caballero 13' · García Aspe 34' | Árbitro(s): Antonio Marrufo  | Árbitro(s): Antonio Marrufo |

| 28 de abril de 2001, 20:45         | Puebla                                                  | 3:3 (1:1) | Atlas                                           | Estadio Cuauhtémoc, Puebla    |                               |
|                                    | García Aspe 32' · G. Jiménez 72' (pen.) · Capetillo 77' | Reporte   | Caballero 15' (a.g.) · Coyette 63' · Zepeda 87' | Árbitro(s): Felipe Ramos Rizo | Árbitro(s): Felipe Ramos Rizo |
| Puebla avanzó a la Liguilla (5-4). |                                                         |           |                                                 |                               |                               |

| 26 de abril de 2001, 15:00 | Morelia                         | 3:3 (1:2) | Tecos                                                 | Estadio Morelos, Morelia     |                              |
|                            | F. Davino 13' 47' · Noriega 55' | Reporte   | F. Davino 5' (a.g.) · Navia 41' · Bautista 67' (pen.) | Árbitro(s): José Abramo Lira | Árbitro(s): José Abramo Lira |

| 29 de abril de 2001, 17:00                                       | Tecos        | 1:1 (0:0) | Morelia  | Estadio Tres de Marzo, Zapopan |                             |
|                                                                  | Bautista 79' | Reporte   | Alex 73' | Árbitro(s): Gilberto Alcalá    | Árbitro(s): Gilberto Alcalá |
| Tecos avanzó a la Liguilla por mejor posición en la tabla (4-4). |              |           |          |                                |                             |

## Liguilla promocional
| 6 de junio de 2001 | Veracruz | 0:0 | Atlante | Estadio Luis "Pirata" Fuente, Veracruz |  |

| 9 de junio de 2001                             | Atlante                                 | 4:1 (2:0) | Veracruz         | Estadio Azul, México, D. F. |  |
|                                                | Serafín 16' · Sol 29' · Abundis 57' 61' |           | G. Hernández 50' |                             |  |
| Atlante se mantiene en Primera División (4-1). |                                         |           |                  |                             |  |

## Liguilla
|  | Reclasificación                                        | Reclasificación                                        | Reclasificación                                        | Reclasificación                                        | Reclasificación                                        |   |   | Cuartos de final                                           | Cuartos de final                                           | Cuartos de final                                           | Cuartos de final                                           | Cuartos de final                                           |   |   | Semifinales                                                   | Semifinales                                                   | Semifinales                                                   | Semifinales                                                   | Semifinales                                                   |  |   | Final                                                | Final                                                | Final                                                | Final                                                | Final                                                |  |
|  | 26 de abril de 2001 (ida) 28 de abril de 2001 (vuelta) | 26 de abril de 2001 (ida) 28 de abril de 2001 (vuelta) | 26 de abril de 2001 (ida) 28 de abril de 2001 (vuelta) | 26 de abril de 2001 (ida) 28 de abril de 2001 (vuelta) | 26 de abril de 2001 (ida) 28 de abril de 2001 (vuelta) |   |   | 2 y 3 de mayo de 2001 (ida) 5 y 6 de mayo de 2001 (vuelta) | 2 y 3 de mayo de 2001 (ida) 5 y 6 de mayo de 2001 (vuelta) | 2 y 3 de mayo de 2001 (ida) 5 y 6 de mayo de 2001 (vuelta) | 2 y 3 de mayo de 2001 (ida) 5 y 6 de mayo de 2001 (vuelta) | 2 y 3 de mayo de 2001 (ida) 5 y 6 de mayo de 2001 (vuelta) |   |   | 9 y 10 de mayo de 2001 (ida) 12 y 13 de mayo de 2001 (vuelta) | 9 y 10 de mayo de 2001 (ida) 12 y 13 de mayo de 2001 (vuelta) | 9 y 10 de mayo de 2001 (ida) 12 y 13 de mayo de 2001 (vuelta) | 9 y 10 de mayo de 2001 (ida) 12 y 13 de mayo de 2001 (vuelta) | 9 y 10 de mayo de 2001 (ida) 12 y 13 de mayo de 2001 (vuelta) |  |   | 17 de mayo de 2001 (ida) 20 de mayo de 2001 (vuelta) | 17 de mayo de 2001 (ida) 20 de mayo de 2001 (vuelta) | 17 de mayo de 2001 (ida) 20 de mayo de 2001 (vuelta) | 17 de mayo de 2001 (ida) 20 de mayo de 2001 (vuelta) | 17 de mayo de 2001 (ida) 20 de mayo de 2001 (vuelta) |  |
|  |                                                        |                                                        |                                                        |                                                        |                                                        |   |   |                                                            |                                                            |                                                            |                                                            |                                                            |   |   |                                                               |                                                               |                                                               |                                                               |                                                               |  |   |                                                      |                                                      |                                                      |                                                      |                                                      |  |
|  |                                                        |                                                        |                                                        |                                                        |                                                        |   |   |                                                            |                                                            |                                                            |                                                            |                                                            |   |   |                                                               |                                                               |                                                               |                                                               |                                                               |  |   |                                                      |                                                      |                                                      |                                                      |                                                      |  |
|  |                                                        |                                                        |                                                        |                                                        |                                                        |   |   |                                                            |                                                            |                                                            |                                                            |                                                            |   |   |                                                               |                                                               |                                                               |                                                               |                                                               |  |   |                                                      |                                                      |                                                      |                                                      |                                                      |  |
|  |                                                        |                                                        |                                                        |                                                        |                                                        |   |   |                                                            |                                                            |                                                            |                                                            |                                                            |   |   |                                                               |                                                               |                                                               |                                                               |                                                               |  |   |                                                      |                                                      |                                                      |                                                      |                                                      |  |
|  |                                                        |                                                        |                                                        |                                                        |                                                        |   |   |                                                            |                                                            |                                                            |                                                            |                                                            |   |   |                                                               |                                                               |                                                               |                                                               |                                                               |  |   |                                                      |                                                      |                                                      |                                                      |                                                      |  |
|  |                                                        | 2                                                      | Santos Laguna                                          | 3                                                      | 4                                                      | 7 |   |                                                            |                                                            |                                                            |                                                            |                                                            |   |   |                                                               |                                                               |                                                               |                                                               |                                                               |  |   |                                                      |                                                      |                                                      |                                                      |                                                      |  |
|  |                                                        |                                                        |                                                        |                                                        |                                                        | 7 |   |                                                            |                                                            |                                                            |                                                            |                                                            |   |   |                                                               |                                                               |                                                               |                                                               |                                                               |  |   |                                                      |                                                      |                                                      |                                                      |                                                      |  |
|  |                                                        |                                                        | 7                                                      | Tecos UAG                                              | 2                                                      | 0 | 2 |                                                            |                                                            |                                                            |                                                            |                                                            |   |   |                                                               |                                                               |                                                               |                                                               |                                                               |  |   |                                                      |                                                      |                                                      |                                                      |                                                      |  |
|  | 7                                                      | Tecos UAG (*)                                          | 7                                                      | Tecos UAG                                              | 2                                                      | 0 | 2 | 3                                                          | 1                                                          | 4                                                          |                                                            |                                                            |   |   |                                                               |                                                               |                                                               |                                                               |                                                               |  |   |                                                      |                                                      |                                                      |                                                      |                                                      |  |
|  | 7                                                      | Tecos UAG (*)                                          |                                                        |                                                        |                                                        |   |   |                                                            |                                                            | 4                                                          |                                                            |                                                            |   |   |                                                               |                                                               |                                                               |                                                               |                                                               |  |   |                                                      |                                                      |                                                      |                                                      |                                                      |  |
|  | 10                                                     | Morelia                                                | 3                                                      | 1                                                      | 4                                                      |   |   |                                                            |                                                            |                                                            |                                                            |                                                            |   |   |                                                               |                                                               |                                                               |                                                               |                                                               |  |   |                                                      |                                                      |                                                      |                                                      |                                                      |  |
|  | 10                                                     | Morelia                                                | 3                                                      | 1                                                      | 4                                                      |   |   |                                                            |                                                            |                                                            |                                                            |                                                            |   | 2 | Santos Laguna (*)                                             | 4                                                             | 2                                                             | 6                                                             |                                                               |  |   |                                                      |                                                      |                                                      |                                                      |                                                      |  |
|  |                                                        |                                                        |                                                        |                                                        |                                                        |   |   |                                                            |                                                            |                                                            |                                                            |                                                            |   | 2 | Santos Laguna (*)                                             | 4                                                             | 2                                                             | 6                                                             |                                                               |  |   |                                                      |                                                      |                                                      |                                                      |                                                      |  |
|  |                                                        |                                                        | 5                                                      | Puebla                                                 | 5                                                      | 1 | 6 |                                                            |                                                            |                                                            |                                                            |                                                            |   |   |                                                               |                                                               |                                                               |                                                               |                                                               |  |   |                                                      |                                                      |                                                      |                                                      |                                                      |  |
|  |                                                        |                                                        | 5                                                      | Puebla                                                 | 5                                                      | 1 | 6 |                                                            |                                                            |                                                            |                                                            |                                                            |   |   |                                                               |                                                               |                                                               |                                                               |                                                               |  |   |                                                      |                                                      |                                                      |                                                      |                                                      |  |
|  |                                                        |                                                        |                                                        |                                                        |                                                        |   |   |                                                            |                                                            |                                                            |                                                            |                                                            |   |   |                                                               |                                                               |                                                               |                                                               |                                                               |  |   |                                                      |                                                      |                                                      |                                                      |                                                      |  |
|  |                                                        |                                                        |                                                        |                                                        |                                                        |   |   |                                                            |                                                            |                                                            |                                                            |                                                            |   |   |                                                               |                                                               |                                                               |                                                               |                                                               |  |   |                                                      |                                                      |                                                      |                                                      |                                                      |  |
|  |                                                        | 4                                                      | Tigres UANL                                            | 1                                                      | 2                                                      | 3 |   |                                                            |                                                            |                                                            |                                                            |                                                            |   |   |                                                               |                                                               |                                                               |                                                               |                                                               |  |   |                                                      |                                                      |                                                      |                                                      |                                                      |  |
|  |                                                        |                                                        |                                                        |                                                        |                                                        | 3 |   |                                                            |                                                            |                                                            |                                                            |                                                            |   |   |                                                               |                                                               |                                                               |                                                               |                                                               |  |   |                                                      |                                                      |                                                      |                                                      |                                                      |  |
|  |                                                        |                                                        | 5                                                      | Puebla                                                 | 3                                                      | 2 | 5 |                                                            |                                                            |                                                            |                                                            |                                                            |   |   |                                                               |                                                               |                                                               |                                                               |                                                               |  |   |                                                      |                                                      |                                                      |                                                      |                                                      |  |
|  | 5                                                      | Puebla                                                 | 5                                                      | Puebla                                                 | 3                                                      | 2 | 5 | 2                                                          | 3                                                          | 5                                                          |                                                            |                                                            |   |   |                                                               |                                                               |                                                               |                                                               |                                                               |  |   |                                                      |                                                      |                                                      |                                                      |                                                      |  |
|  | 5                                                      | Puebla                                                 |                                                        |                                                        |                                                        |   |   |                                                            |                                                            | 5                                                          |                                                            |                                                            |   |   |                                                               |                                                               |                                                               |                                                               |                                                               |  |   |                                                      |                                                      |                                                      |                                                      |                                                      |  |
|  | 12                                                     | Atlas                                                  | 1                                                      | 3                                                      | 4                                                      |   |   |                                                            |                                                            |                                                            |                                                            |                                                            |   |   |                                                               |                                                               |                                                               |                                                               |                                                               |  |   |                                                      |                                                      |                                                      |                                                      |                                                      |  |
|  | 12                                                     | Atlas                                                  | 1                                                      | 3                                                      | 4                                                      |   |   |                                                            |                                                            |                                                            |                                                            |                                                            |   |   |                                                               |                                                               |                                                               |                                                               |                                                               |  | 2 | Santos Laguna                                        | 1                                                    | 3                                                    | 4                                                    |                                                      |  |
|  |                                                        |                                                        |                                                        |                                                        |                                                        |   |   |                                                            |                                                            |                                                            |                                                            |                                                            |   |   |                                                               |                                                               |                                                               |                                                               |                                                               |  | 2 | Santos Laguna                                        | 1                                                    | 3                                                    | 4                                                    |                                                      |  |
|  |                                                        |                                                        | 6                                                      | Pachuca                                                | 2                                                      | 1 | 3 |                                                            |                                                            |                                                            |                                                            |                                                            |   |   |                                                               |                                                               |                                                               |                                                               |                                                               |  |   |                                                      |                                                      |                                                      |                                                      |                                                      |  |
|  |                                                        |                                                        | 6                                                      | Pachuca                                                | 2                                                      | 1 | 3 |                                                            |                                                            |                                                            |                                                            |                                                            |   |   |                                                               |                                                               |                                                               |                                                               |                                                               |  |   |                                                      |                                                      |                                                      |                                                      |                                                      |  |
|  |                                                        |                                                        |                                                        |                                                        |                                                        |   |   |                                                            |                                                            |                                                            |                                                            |                                                            |   |   |                                                               |                                                               |                                                               |                                                               |                                                               |  |   |                                                      |                                                      |                                                      |                                                      |                                                      |  |
|  |                                                        |                                                        |                                                        |                                                        |                                                        |   |   |                                                            |                                                            |                                                            |                                                            |                                                            |   |   |                                                               |                                                               |                                                               |                                                               |                                                               |  |   |                                                      |                                                      |                                                      |                                                      |                                                      |  |
|  |                                                        | 1                                                      | América                                                | 1                                                      | 4                                                      | 5 |   |                                                            |                                                            |                                                            |                                                            |                                                            |   |   |                                                               |                                                               |                                                               |                                                               |                                                               |  |   |                                                      |                                                      |                                                      |                                                      |                                                      |  |
|  |                                                        |                                                        |                                                        |                                                        |                                                        | 5 |   |                                                            |                                                            |                                                            |                                                            |                                                            |   |   |                                                               |                                                               |                                                               |                                                               |                                                               |  |   |                                                      |                                                      |                                                      |                                                      |                                                      |  |
|  |                                                        |                                                        | 9                                                      | León                                                   | 1                                                      | 1 | 2 |                                                            |                                                            |                                                            |                                                            |                                                            |   |   |                                                               |                                                               |                                                               |                                                               |                                                               |  |   |                                                      |                                                      |                                                      |                                                      |                                                      |  |
|  |                                                        |                                                        | 9                                                      | León                                                   | 1                                                      | 1 | 2 |                                                            |                                                            |                                                            |                                                            |                                                            |   |   |                                                               |                                                               |                                                               |                                                               |                                                               |  |   |                                                      |                                                      |                                                      |                                                      |                                                      |  |
|  |                                                        |                                                        |                                                        |                                                        |                                                        |   |   |                                                            |                                                            |                                                            |                                                            |                                                            |   |   |                                                               |                                                               |                                                               |                                                               |                                                               |  |   |                                                      |                                                      |                                                      |                                                      |                                                      |  |
|  |                                                        |                                                        |                                                        |                                                        |                                                        |   |   |                                                            |                                                            |                                                            |                                                            |                                                            |   |   |                                                               |                                                               |                                                               |                                                               |                                                               |  |   |                                                      |                                                      |                                                      |                                                      |                                                      |  |
|  |                                                        |                                                        |                                                        |                                                        |                                                        |   |   |                                                            | 1                                                          | América                                                    | 0                                                          | 1                                                          | 1 |   |                                                               |                                                               |                                                               |                                                               |                                                               |  |   |                                                      |                                                      |                                                      |                                                      |                                                      |  |
|  |                                                        |                                                        |                                                        |                                                        |                                                        |   |   |                                                            |                                                            |                                                            |                                                            |                                                            | 1 |   |                                                               |                                                               |                                                               |                                                               |                                                               |  |   |                                                      |                                                      |                                                      |                                                      |                                                      |  |
|  |                                                        |                                                        | 6                                                      | Pachuca                                                | 2                                                      | 1 | 3 |                                                            |                                                            |                                                            |                                                            |                                                            |   |   |                                                               |                                                               |                                                               |                                                               |                                                               |  |   |                                                      |                                                      |                                                      |                                                      |                                                      |  |
|  |                                                        |                                                        | 6                                                      | Pachuca                                                | 2                                                      | 1 | 3 |                                                            |                                                            |                                                            |                                                            |                                                            |   |   |                                                               |                                                               |                                                               |                                                               |                                                               |  |   |                                                      |                                                      |                                                      |                                                      |                                                      |  |
|  |                                                        |                                                        |                                                        |                                                        |                                                        |   |   |                                                            |                                                            |                                                            |                                                            |                                                            |   |   |                                                               |                                                               |                                                               |                                                               |                                                               |  |   |                                                      |                                                      |                                                      |                                                      |                                                      |  |
|  |                                                        |                                                        |                                                        |                                                        |                                                        |   |   |                                                            |                                                            |                                                            |                                                            |                                                            |   |   |                                                               |                                                               |                                                               |                                                               |                                                               |  |   |                                                      |                                                      |                                                      |                                                      |                                                      |  |
|  |                                                        | 3                                                      | Monterrey                                              | 0                                                      | 2                                                      | 2 |   |                                                            |                                                            |                                                            |                                                            |                                                            |   |   |                                                               |                                                               |                                                               |                                                               |                                                               |  |   |                                                      |                                                      |                                                      |                                                      |                                                      |  |
|  |                                                        |                                                        |                                                        |                                                        |                                                        | 2 |   |                                                            |                                                            |                                                            |                                                            |                                                            |   |   |                                                               |                                                               |                                                               |                                                               |                                                               |  |   |                                                      |                                                      |                                                      |                                                      |                                                      |  |
|  |                                                        |                                                        | 6                                                      | Pachuca                                                | 4                                                      | 2 | 6 |                                                            |                                                            |                                                            |                                                            |                                                            |   |   |                                                               |                                                               |                                                               |                                                               |                                                               |  |   |                                                      |                                                      |                                                      |                                                      |                                                      |  |
|  |                                                        |                                                        | 6                                                      | Pachuca                                                | 4                                                      | 2 | 6 |                                                            |                                                            |                                                            |                                                            |                                                            |   |   |                                                               |                                                               |                                                               |                                                               |                                                               |  |   |                                                      |                                                      |                                                      |                                                      |                                                      |  |
|  |                                                        |                                                        |                                                        |                                                        |                                                        |   |   |                                                            |                                                            |                                                            |                                                            |                                                            |   |   |                                                               |                                                               |                                                               |                                                               |                                                               |  |   |                                                      |                                                      |                                                      |                                                      |                                                      |  |
|  |                                                        |                                                        |                                                        |                                                        |                                                        |   |   |                                                            |                                                            |                                                            |                                                            |                                                            |   |   |                                                               |                                                               |                                                               |                                                               |                                                               |  |   |                                                      |                                                      |                                                      |                                                      |                                                      |  |
|  |                                                        |                                                        |                                                        |                                                        |                                                        |   |   |                                                            |                                                            |                                                            |                                                            |                                                            |   |   |                                                               |                                                               |                                                               |                                                               |                                                               |  |   |                                                      |                                                      |                                                      |                                                      |                                                      |  |
|  |                                                        |                                                        |                                                        |                                                        |                                                        |   |   |                                                            |                                                            |                                                            |                                                            |                                                            |   |   |                                                               |                                                               |                                                               |                                                               |                                                               |  |   |                                                      |                                                      |                                                      |                                                      |                                                      |  |

- (*) Avanza por su posición en la tabla

|                                  |
| Santos Laguna Campeón 2° título. |

### Cuartos de final
| 2 de mayo de 2001, 17:00 | León     | 1:1 (1:0) | América            | Estadio León, León                  |                                     |
|                          | Uribe 8' | Reporte   | Murguía 88' (a.g.) | Árbitro(s): Marco Antonio Rodríguez | Árbitro(s): Marco Antonio Rodríguez |

| 5 de mayo de 2001, 19:15            | América                                  | 4:1 (1:0) | León               | Estadio Azteca, Ciudad de México |                               |
|                                     | Zamorano 31' 61' (pen.) · Oviedo 51' 69' | Reporte   | Mercado 77' (pen.) | Árbitro(s): Armando Archundia    | Árbitro(s): Armando Archundia |
| América avanzó a Semifinales (5-2). |                                          |           |                    |                                  |                               |

| 3 de mayo de 2001, 20:00 | Tecos                   | 2:3 (1:1) | Santos                          | Estadio Tres de Marzo, Zapopan         |                                        |
|                          | Navia 9' · Palacios 86' | Reporte   | Borgetti 36' 65' · Trujillo 61' | Árbitro(s): Jorge Eduardo Gasso Flores | Árbitro(s): Jorge Eduardo Gasso Flores |

| 6 de mayo de 2001, 16:00           | Santos                                            | 4:0 (1:0) | Tecos | Estadio Corona, Torreón     |                             |
|                                    | Borgetti 38' 76' · Altamirano 59' · Rodríguez 83' | Reporte   |       | Árbitro(s): Gilberto Alcalá | Árbitro(s): Gilberto Alcalá |
| Santos avanzó a Semifinales (7-2). |                                                   |           |       |                             |                             |

| 2 de mayo de 2001, 21:00 | Pachuca                                         | 4:0 (1:0) | Monterrey | Estadio Hidalgo, Pachuca     |                              |
|                          | Victorino 34' · Vidrio 66' 70' · I. Morales 90' | Reporte   |           | Árbitro(s): Germán Arredondo | Árbitro(s): Germán Arredondo |

| 5 de mayo de 2001, 17:00            | Monterrey                  | 2:2 (1:0) | Pachuca           | Estadio Tecnológico, Monterrey |                            |
|                                     | De Nigris 32' · Avilán 68' | Reporte   | Victorino 52' 68' | Árbitro(s): Eduardo Brizio     | Árbitro(s): Eduardo Brizio |
| Pachuca avanzó a Semifinales (2-6). |                            |           |                   |                                |                            |

| 2 de mayo de 2001, 20:00 | Puebla                                       | 3:1 (0:1) | Tigres      | Estadio Cuauhtémoc, Puebla  |                             |
|                          | Zárate 67' · García Aspe 72' · Caballero 82' | Reporte   | Vázquez 32' | Árbitro(s): Antonio Marrufo | Árbitro(s): Antonio Marrufo |

| 5 de mayo de 2001, 21:00           | Tigres                           | 2:2 (0:0) | Puebla                           | Estadio Universitario, Monterrey |                               |
|                                    | Olalde 57' · Mascorro 86' (a.g.) | Reporte   | Ruiz Esparza 48' · Capetillo 54' | Árbitro(s): Felipe Ramos Rizo    | Árbitro(s): Felipe Ramos Rizo |
| Puebla avanzó a Semifinales (3-5). |                                  |           |                                  |                                  |                               |

### Semifinales
| 9 de mayo de 2001, 20:00 | Pachuca                   | 2:0 (1:0) | América | Estadio Hidalgo, Pachuca      |                               |
|                          | Chitiva 31' · Santana 79' | Reporte   |         | Árbitro(s): Armando Archundia | Árbitro(s): Armando Archundia |

| 12 de mayo de 2001, 19:15        | América | 1:1 (1:0) | Pachuca       | Estadio Azteca, Ciudad de México |                             |
|                                  | Luna 5' | Reporte   | Victorino 90' | Árbitro(s): Gilberto Alcalá      | Árbitro(s): Gilberto Alcalá |
| Pachuca avanzó a la Final (3-1). |         |           |               |                                  |                             |

| 10 de mayo de 2001, 20:00 | Puebla                                                       | 5:4 (2:3) | Santos                                | Estadio Cuauhtémoc, Puebla |                            |
|                           | Caballero 2' · Claudinho 4' 51' · Gracía Aspe 57' (pen.) 87' | Reporte   | Borgetti 21' 24' 59' · Altamirano 37' | Árbitro(s): Eduardo Brizio | Árbitro(s): Eduardo Brizio |

| 13 de mayo de 2001, 16:00                                      | Santos                   | 2:1 (2:1) | Puebla        | Estadio Corona, Torreón       |                               |
|                                                                | Ruiz 13' · Rodríguez 45' | Reporte   | Claudinho 42' | Árbitro(s): Felipe Ramos Rizo | Árbitro(s): Felipe Ramos Rizo |
| Santos avanzó a la Final por mejor posición en la tabla (6-6). |                          |           |               |                               |                               |

### Final
| 17 de mayo de 2001, 20:00                                                             | Pachuca                        | 2:1 (1:1) | Santos      | Estadio Hidalgo, Pachuca                                      |                                                               |
|                                                                                       | Santana 4' · Pineda 85' (pen.) | Reporte   | Borgetti 5' | Asistencia: 30 000 espectadores Árbitro(s): Felipe Ramos Rizo | Asistencia: 30 000 espectadores Árbitro(s): Felipe Ramos Rizo |
| Penal fallado por Pedro Pineda al minuto 62' detenido por el portero Adrián Martínez. |                                |           |             |                                                               |                                                               |

| 20 de mayo de 2001, 16:00                    | Santos                                   | 3:1 (1:1) | Pachuca     | Estadio Corona, Torreón                                     |                                                             |
|                                              | Borgetti 25' · Trujillo 64' · Róbson 79' | Reporte   | Chitiva 38' | Asistencia: 25 000 espectadores Árbitro(s): Gilberto Alcalá | Asistencia: 25 000 espectadores Árbitro(s): Gilberto Alcalá |
| Santos Campeón del Torneo Verano 2001 (4-3). |                                          |           |             |                                                             |                                                             |

#### Final - Ida
| 1     | POR   | Miguel Calero             |     |
| 2     | DEF   | Alberto Rodríguez         |     |
| 5     | DEF   | Francisco Gabriel de Anda |     |
| 99    | DEF   | Manuel Vidrio             |     |
| 7     | DEF   | Octavio Valdez            |     |
| 6     | MED   | Alfonso Sosa              |     |
| 8     | MED   | Gabriel Caballero         |     |
| 10    | MED   | Marco Garcés              | 59' |
| 21    | MED   | Cesáreo Victorino         |     |
| 18    | DEL   | Sergio Santana            | 88' |
| 15    | DEL   | Andrés Chitiva            |     |
| D. T. | D. T. | Javier Aguirre            |     |

| 1     | POR   | Adrián Martínez      |     |
| 21    | DEF   | Héctor Altamirano    |     |
| 2     | DEF   | Héctor López         |     |
| 3     | DEF   | Jorge Campos Valadez |     |
| 99    | DEF   | Miguel Carreón       |     |
| 22    | MED   | Carlos Cariño        |     |
| 18    | MED   | Johan Rodríguez      |     |
| 19    | MED   | Mariano Trujillo     | 81' |
| 11    | MED   | Rodrigo Ruiz         |     |
| 17    | MED   | Joaquín Reyes        | 88' |
| 58    | DEL   | Jared Borgetti       |     |
| D. T. | D. T. | Fernando Quirarte    |     |

| 11 | DEL | Pedro Pineda  | 59' |
| 27 | DEL | Omar Arellano | 88' |

| 8 | MED | Carlos Augusto Gomes | 81' |
| 7 | MED | Róbson Luís          | 88' |

| 4' · 85' | Sergio Santana Pedro Pineda | 1:0 2:1 |

| 5' | Jared Borguetti | 1:1 |

| 61' · 67' · 73' | Alfonso Sosa Miguel Calero Andrés Chitiva |

| 42' · 72' | Héctor Altamirano Adrián Martínez |

| Principal  | Felipe Ramos Rizo      |
| Asistentes | José Francisco Ramírez |

| 1     | POR   | Miguel Calero             |     |
| 2     | DEF   | Alberto Rodríguez         |     |
| 5     | DEF   | Francisco Gabriel de Anda |     |
| 99    | DEF   | Manuel Vidrio             |     |
| 7     | DEF   | Octavio Valdez            |     |
| 6     | MED   | Alfonso Sosa              |     |
| 8     | MED   | Gabriel Caballero         |     |
| 10    | MED   | Marco Garcés              | 59' |
| 21    | MED   | Cesáreo Victorino         |     |
| 18    | DEL   | Sergio Santana            | 88' |
| 15    | DEL   | Andrés Chitiva            |     |
| D. T. | D. T. | Javier Aguirre            |     |

| 1     | POR   | Adrián Martínez      |     |
| 21    | DEF   | Héctor Altamirano    |     |
| 2     | DEF   | Héctor López         |     |
| 3     | DEF   | Jorge Campos Valadez |     |
| 99    | DEF   | Miguel Carreón       |     |
| 22    | MED   | Carlos Cariño        |     |
| 18    | MED   | Johan Rodríguez      |     |
| 19    | MED   | Mariano Trujillo     | 81' |
| 11    | MED   | Rodrigo Ruiz         |     |
| 17    | MED   | Joaquín Reyes        | 88' |
| 58    | DEL   | Jared Borgetti       |     |
| D. T. | D. T. | Fernando Quirarte    |     |

| 11 | DEL | Pedro Pineda  | 59' |
| 27 | DEL | Omar Arellano | 88' |

| 8 | MED | Carlos Augusto Gomes | 81' |
| 7 | MED | Róbson Luís          | 88' |

| 4' · 85' | Sergio Santana Pedro Pineda | 1:0 2:1 |

| 5' | Jared Borguetti | 1:1 |

| 61' · 67' · 73' | Alfonso Sosa Miguel Calero Andrés Chitiva |

| 42' · 72' | Héctor Altamirano Adrián Martínez |

| Principal  | Felipe Ramos Rizo      |
| Asistentes | José Francisco Ramírez |

| 1     | POR   | Miguel Calero             |     |
| 2     | DEF   | Alberto Rodríguez         |     |
| 5     | DEF   | Francisco Gabriel de Anda |     |
| 99    | DEF   | Manuel Vidrio             |     |
| 7     | DEF   | Octavio Valdez            |     |
| 6     | MED   | Alfonso Sosa              |     |
| 8     | MED   | Gabriel Caballero         |     |
| 10    | MED   | Marco Garcés              | 59' |
| 21    | MED   | Cesáreo Victorino         |     |
| 18    | DEL   | Sergio Santana            | 88' |
| 15    | DEL   | Andrés Chitiva            |     |
| D. T. | D. T. | Javier Aguirre            |     |

| 1     | POR   | Adrián Martínez      |     |
| 21    | DEF   | Héctor Altamirano    |     |
| 2     | DEF   | Héctor López         |     |
| 3     | DEF   | Jorge Campos Valadez |     |
| 99    | DEF   | Miguel Carreón       |     |
| 22    | MED   | Carlos Cariño        |     |
| 18    | MED   | Johan Rodríguez      |     |
| 19    | MED   | Mariano Trujillo     | 81' |
| 11    | MED   | Rodrigo Ruiz         |     |
| 17    | MED   | Joaquín Reyes        | 88' |
| 58    | DEL   | Jared Borgetti       |     |
| D. T. | D. T. | Fernando Quirarte    |     |

| 11 | DEL | Pedro Pineda  | 59' |
| 27 | DEL | Omar Arellano | 88' |

| 8 | MED | Carlos Augusto Gomes | 81' |
| 7 | MED | Róbson Luís          | 88' |

| 4' · 85' | Sergio Santana Pedro Pineda | 1:0 2:1 |

| 5' | Jared Borguetti | 1:1 |

| 61' · 67' · 73' | Alfonso Sosa Miguel Calero Andrés Chitiva |

| 42' · 72' | Héctor Altamirano Adrián Martínez |

| Principal  | Felipe Ramos Rizo      |
| Asistentes | José Francisco Ramírez |

| 1     | POR   | Miguel Calero             |     |
| 2     | DEF   | Alberto Rodríguez         |     |
| 5     | DEF   | Francisco Gabriel de Anda |     |
| 99    | DEF   | Manuel Vidrio             |     |
| 7     | DEF   | Octavio Valdez            |     |
| 6     | MED   | Alfonso Sosa              |     |
| 8     | MED   | Gabriel Caballero         |     |
| 10    | MED   | Marco Garcés              | 59' |
| 21    | MED   | Cesáreo Victorino         |     |
| 18    | DEL   | Sergio Santana            | 88' |
| 15    | DEL   | Andrés Chitiva            |     |
| D. T. | D. T. | Javier Aguirre            |     |

| 1     | POR   | Adrián Martínez      |     |
| 21    | DEF   | Héctor Altamirano    |     |
| 2     | DEF   | Héctor López         |     |
| 3     | DEF   | Jorge Campos Valadez |     |
| 99    | DEF   | Miguel Carreón       |     |
| 22    | MED   | Carlos Cariño        |     |
| 18    | MED   | Johan Rodríguez      |     |
| 19    | MED   | Mariano Trujillo     | 81' |
| 11    | MED   | Rodrigo Ruiz         |     |
| 17    | MED   | Joaquín Reyes        | 88' |
| 58    | DEL   | Jared Borgetti       |     |
| D. T. | D. T. | Fernando Quirarte    |     |

| 11 | DEL | Pedro Pineda  | 59' |
| 27 | DEL | Omar Arellano | 88' |

| 8 | MED | Carlos Augusto Gomes | 81' |
| 7 | MED | Róbson Luís          | 88' |

| 4' · 85' | Sergio Santana Pedro Pineda | 1:0 2:1 |

| 5' | Jared Borguetti | 1:1 |

| 61' · 67' · 73' | Alfonso Sosa Miguel Calero Andrés Chitiva |

| 42' · 72' | Héctor Altamirano Adrián Martínez |

| Principal  | Felipe Ramos Rizo      |
| Asistentes | José Francisco Ramírez |

#### Final - Vuelta
| 1     | POR   | Adrián Martínez   |     |
| 21    | DEF   | Héctor Altamirano | 50' |
| 2     | DEF   | Héctor López      | 76' |
| 5     | DEF   | Luis Romero       |     |
| 99    | DEF   | Miguel Carreón    |     |
| 22    | MED   | Carlos Cariño     |     |
| 18    | MED   | Johan Rodríguez   |     |
| 19    | MED   | Mariano Trujillo  |     |
| 11    | MED   | Rodrigo Ruiz      |     |
| 17    | MED   | Joaquín Reyes     | 58' |
| 58    | DEL   | Jared Borgetti    |     |
| D. T. | D. T. | Fernando Quirarte |     |

| 1     | POR   | Miguel Calero             |     |
| 2     | DEF   | Alberto Rodríguez         |     |
| 99    | DEF   | Manuel Vidrio             |     |
| 5     | DEF   | Francisco Gabriel de Anda |     |
| 7     | DEF   | Octavio Valdez            |     |
| 10    | MED   | Marco Garcés              | 67' |
| 8     | MED   | Gabriel Caballero         |     |
| 6     | MED   | Alfonso Sosa              |     |
| 21    | MED   | Cesáreo Victorino         |     |
| 15    | DEL   | Andrés Chitiva            | 78' |
| 18    | DEL   | Sergio Santana            |     |
| D. T. | D. T. | Javier Aguirre            |     |

| 7 | MED | Róbson Luís          | 50' |
| 8 | MED | Carlos Augusto Gomes | 58' |
| 3 | DEF | Jorge Campos Valadez | 76' |

| 11 | DEL | Pedro Pineda       | 67'     |
| 27 | DEL | Omar Arellano      | 78' 83' |
| 9  | DEL | Francisco Ferreira | 83'     |

| 25' · 64' · 79' | Jared Borguetti Mariano Trujillo Róbson Luís | 1:0 2:1 3:1 |

| 38' | Andrés Chitiva | 1:1 |

| 33' · 37' | Rodrigo Ruiz Johan Rodríguez |

| 37' · 41' · 45' | Francisco Gabriel de Anda Cesáreo Victorino Manuel Vidrio |

| Principal  | Gilberto Alcalá        |
| Asistentes | Rafael Herrera Aguirre |
|            | Miguel Ramos Rizo      |

| 1     | POR   | Adrián Martínez   |     |
| 21    | DEF   | Héctor Altamirano | 50' |
| 2     | DEF   | Héctor López      | 76' |
| 5     | DEF   | Luis Romero       |     |
| 99    | DEF   | Miguel Carreón    |     |
| 22    | MED   | Carlos Cariño     |     |
| 18    | MED   | Johan Rodríguez   |     |
| 19    | MED   | Mariano Trujillo  |     |
| 11    | MED   | Rodrigo Ruiz      |     |
| 17    | MED   | Joaquín Reyes     | 58' |
| 58    | DEL   | Jared Borgetti    |     |
| D. T. | D. T. | Fernando Quirarte |     |

| 1     | POR   | Miguel Calero             |     |
| 2     | DEF   | Alberto Rodríguez         |     |
| 99    | DEF   | Manuel Vidrio             |     |
| 5     | DEF   | Francisco Gabriel de Anda |     |
| 7     | DEF   | Octavio Valdez            |     |
| 10    | MED   | Marco Garcés              | 67' |
| 8     | MED   | Gabriel Caballero         |     |
| 6     | MED   | Alfonso Sosa              |     |
| 21    | MED   | Cesáreo Victorino         |     |
| 15    | DEL   | Andrés Chitiva            | 78' |
| 18    | DEL   | Sergio Santana            |     |
| D. T. | D. T. | Javier Aguirre            |     |

| 7 | MED | Róbson Luís          | 50' |
| 8 | MED | Carlos Augusto Gomes | 58' |
| 3 | DEF | Jorge Campos Valadez | 76' |

| 11 | DEL | Pedro Pineda       | 67'     |
| 27 | DEL | Omar Arellano      | 78' 83' |
| 9  | DEL | Francisco Ferreira | 83'     |

| 25' · 64' · 79' | Jared Borguetti Mariano Trujillo Róbson Luís | 1:0 2:1 3:1 |

| 38' | Andrés Chitiva | 1:1 |

| 33' · 37' | Rodrigo Ruiz Johan Rodríguez |

| 37' · 41' · 45' | Francisco Gabriel de Anda Cesáreo Victorino Manuel Vidrio |

| Principal  | Gilberto Alcalá        |
| Asistentes | Rafael Herrera Aguirre |
|            | Miguel Ramos Rizo      |

| 1     | POR   | Adrián Martínez   |     |
| 21    | DEF   | Héctor Altamirano | 50' |
| 2     | DEF   | Héctor López      | 76' |
| 5     | DEF   | Luis Romero       |     |
| 99    | DEF   | Miguel Carreón    |     |
| 22    | MED   | Carlos Cariño     |     |
| 18    | MED   | Johan Rodríguez   |     |
| 19    | MED   | Mariano Trujillo  |     |
| 11    | MED   | Rodrigo Ruiz      |     |
| 17    | MED   | Joaquín Reyes     | 58' |
| 58    | DEL   | Jared Borgetti    |     |
| D. T. | D. T. | Fernando Quirarte |     |

| 1     | POR   | Miguel Calero             |     |
| 2     | DEF   | Alberto Rodríguez         |     |
| 99    | DEF   | Manuel Vidrio             |     |
| 5     | DEF   | Francisco Gabriel de Anda |     |
| 7     | DEF   | Octavio Valdez            |     |
| 10    | MED   | Marco Garcés              | 67' |
| 8     | MED   | Gabriel Caballero         |     |
| 6     | MED   | Alfonso Sosa              |     |
| 21    | MED   | Cesáreo Victorino         |     |
| 15    | DEL   | Andrés Chitiva            | 78' |
| 18    | DEL   | Sergio Santana            |     |
| D. T. | D. T. | Javier Aguirre            |     |

| 7 | MED | Róbson Luís          | 50' |
| 8 | MED | Carlos Augusto Gomes | 58' |
| 3 | DEF | Jorge Campos Valadez | 76' |

| 11 | DEL | Pedro Pineda       | 67'     |
| 27 | DEL | Omar Arellano      | 78' 83' |
| 9  | DEL | Francisco Ferreira | 83'     |

| 25' · 64' · 79' | Jared Borguetti Mariano Trujillo Róbson Luís | 1:0 2:1 3:1 |

| 38' | Andrés Chitiva | 1:1 |

| 33' · 37' | Rodrigo Ruiz Johan Rodríguez |

| 37' · 41' · 45' | Francisco Gabriel de Anda Cesáreo Victorino Manuel Vidrio |

| Principal  | Gilberto Alcalá        |
| Asistentes | Rafael Herrera Aguirre |
|            | Miguel Ramos Rizo      |

| 1     | POR   | Adrián Martínez   |     |
| 21    | DEF   | Héctor Altamirano | 50' |
| 2     | DEF   | Héctor López      | 76' |
| 5     | DEF   | Luis Romero       |     |
| 99    | DEF   | Miguel Carreón    |     |
| 22    | MED   | Carlos Cariño     |     |
| 18    | MED   | Johan Rodríguez   |     |
| 19    | MED   | Mariano Trujillo  |     |
| 11    | MED   | Rodrigo Ruiz      |     |
| 17    | MED   | Joaquín Reyes     | 58' |
| 58    | DEL   | Jared Borgetti    |     |
| D. T. | D. T. | Fernando Quirarte |     |

| 1     | POR   | Miguel Calero             |     |
| 2     | DEF   | Alberto Rodríguez         |     |
| 99    | DEF   | Manuel Vidrio             |     |
| 5     | DEF   | Francisco Gabriel de Anda |     |
| 7     | DEF   | Octavio Valdez            |     |
| 10    | MED   | Marco Garcés              | 67' |
| 8     | MED   | Gabriel Caballero         |     |
| 6     | MED   | Alfonso Sosa              |     |
| 21    | MED   | Cesáreo Victorino         |     |
| 15    | DEL   | Andrés Chitiva            | 78' |
| 18    | DEL   | Sergio Santana            |     |
| D. T. | D. T. | Javier Aguirre            |     |

| 7 | MED | Róbson Luís          | 50' |
| 8 | MED | Carlos Augusto Gomes | 58' |
| 3 | DEF | Jorge Campos Valadez | 76' |

| 11 | DEL | Pedro Pineda       | 67'     |
| 27 | DEL | Omar Arellano      | 78' 83' |
| 9  | DEL | Francisco Ferreira | 83'     |

| 25' · 64' · 79' | Jared Borguetti Mariano Trujillo Róbson Luís | 1:0 2:1 3:1 |

| 38' | Andrés Chitiva | 1:1 |

| 33' · 37' | Rodrigo Ruiz Johan Rodríguez |

| 37' · 41' · 45' | Francisco Gabriel de Anda Cesáreo Victorino Manuel Vidrio |

| Principal  | Gilberto Alcalá        |
| Asistentes | Rafael Herrera Aguirre |
|            | Miguel Ramos Rizo      |